# Les Aventures de Hajji Baba

Les Aventures de Hajji Baba est un film américain réalisé par Don Weis sorti en 1954.

## Synopsis
À Ispahan, le barbier Hadji Baba sauve une princesse et s'éprend d'elle.

## Fiche technique
- Réalisation : Don Weis
- Scénario : Richard Collins d'après le roman de James Justinian Morier
- Musique : Dimitri Tiomkin
- Genre : Action, aventure, romance
- Durée : 94 minutes
- Date de sortie : 31 juillet 1957 (France)

## Distribution
- John Derek : Hajji Baba
- Elaine Stewart : Princesse Fakzia
- Thomas Gomez : Osman Aga
- Amanda Blake : Banah
- Paul Picerni : Nurel-Din
- Rosemarie Stack : Ayesha
- Donald Randolph : Caliph
- Peter Mamakos : Le bourreau en chef
- Kurt Katch : Caoush
- Leo Mostovoy : Le barbier
- Joanne Arnold : Susu
- Veronica Pataky : Kulub
- Linda Danson : Fabria
- Robert Bice : Musa
- Carl Milletaire : Capitaine
- Peter Leeds (non crédité) : Marchand